# Вентифакт

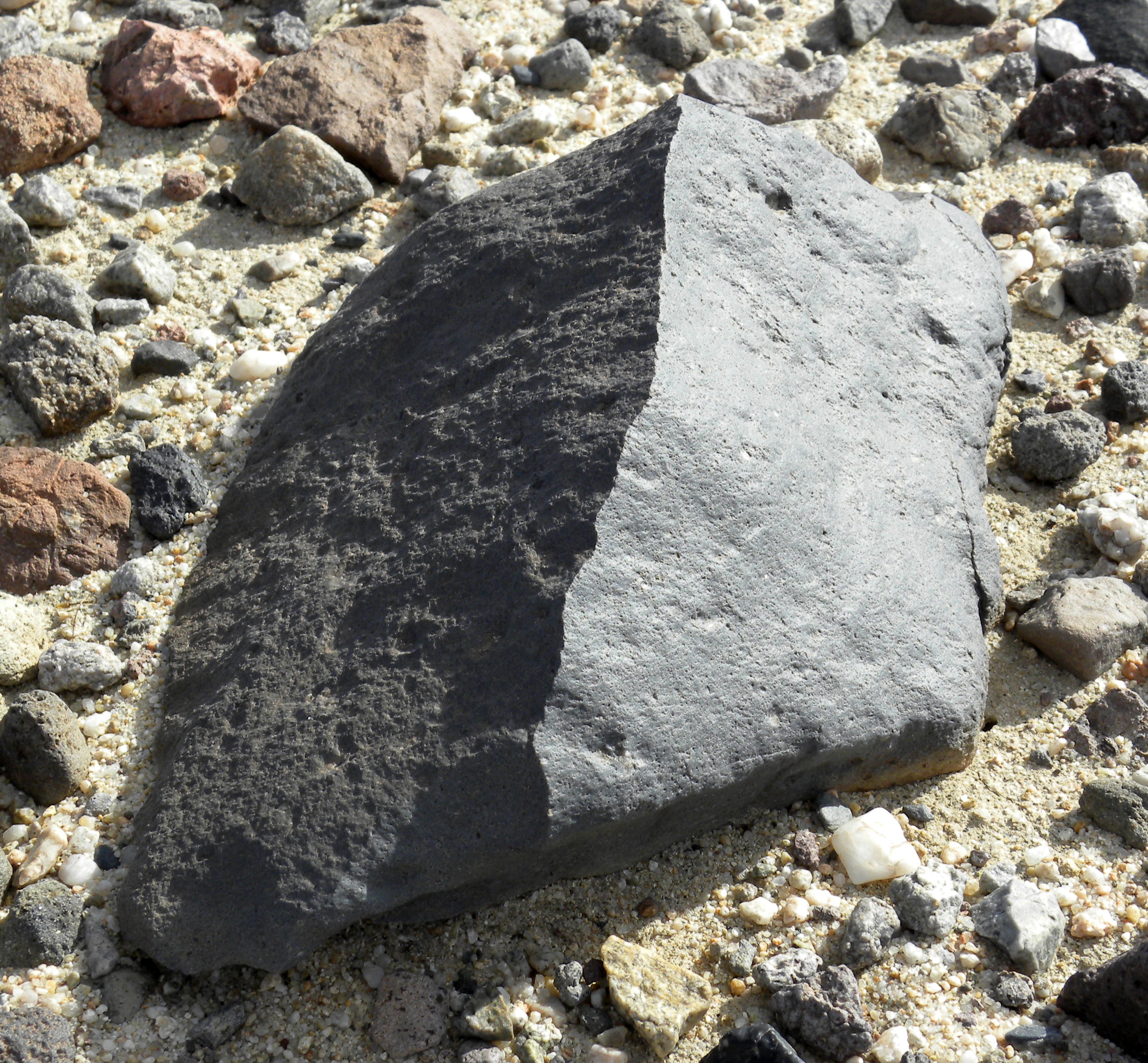
Вентифакт.

Вентифакт (рос. вентифакт, англ. ventifact, нім. Ventifakt) — галька або валун, що набувають певної форми під впливом абразивної дії піску чи кристалів льоду, які переноситься вітром. Це явище найчастіше спостерігають в посушливих регіонах де надто мало рослинності, яка могла б втрутитись в еолове перенесення часточок, де часто дмуть сильні вітри і де постійне, але не надто велике постачання піску.

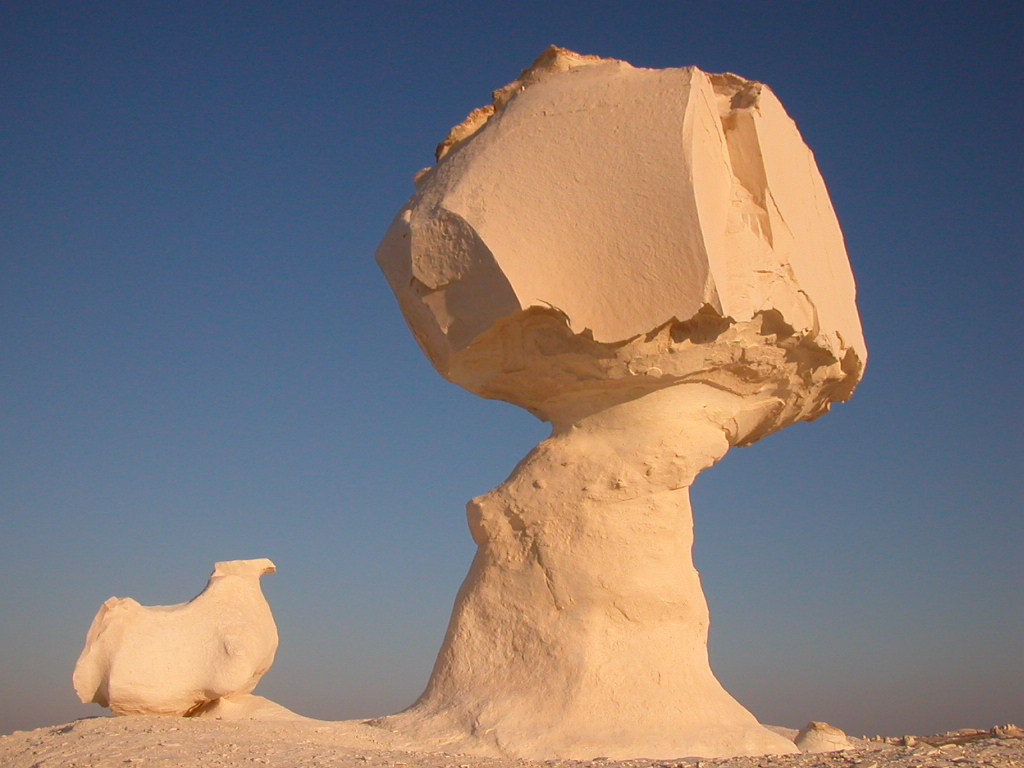
Вражаючі «гриби» — головна принада національного парку Біла пустеля в Єгипті

Вентифакти можуть бути витесані у захопливі природні скульптури такі як основні цікавинки Білої пустелі поблизу оази Фарафра в Єгипті.